# Perry Mason sbaglia cliente
Perry Mason sbaglia cliente (The Case of the Terrified Typist) è un romanzo giallo del 1956 di Erle Stanley Gardner, appartenente alla serie con protagonista l'avvocato Perry Mason.

## Trama
Chi avrebbe mai detto che chiedere ad un'agenzia una brava dattilografa avrebbe precipitato Perry Mason in un ennesimo intrigo? Eppure è proprio quanto accade: la ragazza che si presenta per il lavoro, infatti, scompare nel nulla all'improvviso, dopo aver lasciato attaccati alla scrivania con un chewing gum niente di meno che un paio di diamanti! C'entra qualcosa con la denuncia del furto avvenuto negli uffici della Società Sud-Africana di Pietre Preziose che hanno sede nello stesso palazzo dove lavora Mason?
Presto il geniale avvocato viene reclutato dal funzionario della medesima società, Walter Irving, per difendere il suo socio, Duane Jefferson, accusato dell'omicidio di un contrabbandiere di diamanti Munroe Baxter. Tante le cose strane in questo caso: qual è il legame tra la misteriosa ragazza e Duane Jefferson? Perché lo stesso Jefferson è così reticente e sembra disinteressarsi alla propria difesa? Perché il procuratore distrettuale Burger sembra così ansioso di procedere pure in assenza del "corpus delicti"? E perché Perry Mason sembra propenso a permetterglielo?
Queste domande troveranno risposta solo allo scioglimento di uno dei più intricati casi della carriera di Perry Mason.

## Personaggi
- Perry Mason, geniale avvocato
- Della Street, la sua efficiente segretaria
- Paul Drake, investigatore privato e collaboratore di Mason
- Duane Jefferson e Walter Irving, dipendenti della Società Sud-Africana di Pietre Preziose
- Mae W. Jordan, dattilografa
- Marline Chaumont, misteriosa donna francese
- James Kinkaid, amico di Irving
- Hamilton Burger, procuratore distrettuale.

## Edizioni italiane
- Perry Mason sbaglia cliente, traduzione di Giuseppe Gogioso, I classici del Giallo Mondadori n. 484, Arnoldo Mondadori Editore, agosto 1986.